# التصنيفات العالمية لكينيا
فيما يلي التصنيفات الدولية لكينيا.
| المنظمة                          | التصنيف                     | الترتيب    |
| -------------------------------- | --------------------------- | ---------- |
| معهد الاقتصاد والسلام            | مؤشر السلام العالمي         | 117 من 163 |
| برنامج الأمم المتحدة الإنمائي    | مؤشر التنمية البشرية        | 146 من 193 |
| الشفافية الدولية                 | مؤشر مدركات الفساد          | 126 من 180 |
| المنظمة العالمية للملكية الفكرية | مؤشر الابتكار العالمي، 2024 | 96 من 133  |